# Riedelia longifolia
Riedelia longifolia är en enhjärtbladig växtart som beskrevs av Theodoric Valeton. Riedelia longifolia ingår i släktet Riedelia och familjen Zingiberaceae. Inga underarter finns listade i Catalogue of Life.